# Läderros
Läderros (Rosa longicuspis), en art i familjen rosväxter och som växer naturligt i östra Himalaja, Assam och sydvästra Kina. Odlas som trädgårdsväxt i Sverige.
Två varieteter erkänns:
- var. longicupsis - har 7–9 delblad, bladen nära blomställningarna dock ofta med bara 5 delblad. Ej sträva på ovansidan.
- var. sinowilsonii har vanligen 5, i sällsynta fall 7 delblad som är något sträva på ovansidan.

## Synonymer
var. longicuspis
- Rosa charbonneaui H. Léveillé
- Rosa lucens Rolfe

- Rosa moschata var. longicuspis (Bertol.) Cardot
- Rosa moschata var. yunnanensis Crépin

- Rosa sempervirens Hook.f. & Thomson ex Hook.f.
- Rosa willmottiana H. Léveillé
- Rosa yunnanensis (Crépin) Boulenger

var. sinowilsonii (Hemsley) T. T. Yü & T. C. Ku, 1981
- Rosa sinowilsonii Hemsley, 1906

### Webbkällor
- Roger's Roses